# Једро
Најупадљивија, велика органела еукариотских ћелија је једро. Сам назив nucleus (латински) значи језгро – говори о значају једра за ћелију. У њему се налази ДНК, у којој су ускладиштене информације о грађи и функционисању ћелије. Једро регулише све процесе у ћелији, у њему се обавља и синтеза ДНК (репликација) и свих врста РНК (транскрипција), као и дела протеина (транслација). Ћелија најчешће има једно једро, мада има и оних са више једара (полинуклеарне ћелије), а и веома ретко ћелија без једра (такви су нпр. еритроцити скоро свих сисара).

## Грађа једра
Једро се састоји од једарног овоја (нуклеусног овоја) и једровог сока (нуклеоплазме).
Нуклеусни овој је изграђен од две мембране: спољашње и унутрашње између којих се налази перинуклеарни простор. Спољашња мембрана се наставља на мембране гранулисаног ендоплазматичног ретикулума и за њу су још везани и рибозоми. Унутрашња мембрана обавија нуклеоплазму и за њу су везани протеини који учествују у репликацији. Нуклеарни омотач садржи отворе (нуклеусне поре) преко којих се обавља размена материја између нуклеоплазме и цитоплазме ћелије. Преко њих у једро улазе различити јони и протеини који су неопходни за процесе репликације и транскрипције, а кроз поре излазе у цитоплазму тРНК, иРНК као и подјединице рибозома. Број пора је променљив и зависи од активности ћелије – ћелије активне у процесима синтезе имају већи број пора. Сматра се да се њихов број по једном једру у ћелијама сисара креће између 3 000 и 5 000. 
Нуклеоплазма је унутрашњост једра одвојена од цитоплазме унутрашњом једровом мембраном. У нуклеоплазми се налазе хромозоми – хроматин и једарце (нуклеолус).

## Хроматин
Хроматин се уочава у интерфазном једру. Он је у облику хроматинских влакана која се, када се обраде одређеним ензимима, виде као ниска перли. Током ћелијске деобе долази до кондензовања хроматинских влакана тако да она постају самостална телашца – хромозоми. Назив хроматина (хромозома) потиче од грч. chromos што значи боја, односно, лепо се боји одређеним базним бојама.
Према јачини бојења разликују се две врсте хроматина: хетерохроматин и еухроматин. Хетерохроматин је кондензован (спирални навоји ДНК су збијени) па је због тога тамније обојен и лако се уочава у једру. Истовремено је то врста хроматина која је неактивна у транскрипцији. Еухроматин је дифузан (расплинут – мање су збијени навоји ДНК) па је услед тога светлије обојен. Ћелије које интензивно синтетишу неки протеин имају мало хетерохроматина, а доста еухроматина – њихова једра су светлија.

## Састав хроматина (хромозома)
Хроматин се састоји од ДНК, мале количине РНК и две врсте протеина: хистона и нехистонских протеина.
Хистони су базни протеини због присуства веће количине базних аминокиселина (највише лизина и аргинина). Разликују се пет класа (врста) хистона који се обележавају као Х1, Х2А, Х2Б, Х3 и Х4. Ови протеини су веома слични код различитих еукариотских организама, што значи да се током еволуције живог света нису много мењали па се за такве протеине каже да су конзервативни (очувани). Они су градивни протеини хроматина јер учествују у паковању ДНК, која се око њих намотава (као конац око калема) да би се огромна дужина ДНК могла да смести у сићушно једро. Зато се хроматин види као перласта структура, где су перле, у ствари, ДНК намотана око хистона.
Телесна људска ћелија има 46 хромозома. Ако се измери укупна дужина ДНК у свим хромозома, добија се вредност од око 2m. Треба имати у виду да је пречник једра 5-10 микрометара. Можда ће још један пример то боље да илуструје: укупна дужина ДНК у свим ћелијама људског тела износи 2·10^{11} km, што је много пута веће од обима Земље или растојања између Земље и Сунца. Због тога ДНК мора да се намотава и на различите начине пакује.
Нехистонски протеини су кисели протеини хроматина и има их много већи број врста него хистонских (40–80 различитих врста). У њих спадају многобројни ензими који у једру учествују у процесима репликације и транскрипције. Ако смо за хистоне рекли да су градивни, онда би за нехистонске могло да се каже да су функционални протеини хроматина.

## Хромозоми
Хромозоми су телашца карактеристичног облика која се у једру могу уочити за време деобе. Између две деобе, тј. у интерфази, је хроматин распрострањен по целом једру као дифузна маса, да би се у току припреме за деобу кондензовао и наградио хромозоме.
Захваљујући томе што се лепо боје (хромос= боја; сома=тело), хромозоми се могу у одређеној фази деобе посматрати под светлосним микроскопом. Најбоље се уочавају за време метафазе митозе па се називају метафазни хромозоми.
Број хромозома је сталан и карактеристичан за сваку биолошку врсту и назива се кариотип. Телесне (соматске) ћелије имају диплоидан (грч. диплоос = двострук) број хромозома (обележава се као 2n). Диполоидан број представља две гарнитура хромозома, при чему једна гарнитура потиче од мајке, а друга од оца. (Ова дефиниција диплоидног броја хромозома не важи за полиплоидне организме, чије соматске ћелије могу имати више од две гарнитуре хромозома.) Хромозоми који су међусобно слични, а потичу из различитих гарнитура (један из мајчине, а други из очеве), се међусобно спарују градећи парове хомологих хромозома. Осим у телесним ћелијама диполоидан број хромозома се налази и у оплођеној јајној ћелији (зиготу). Телесна ћелија човека има 46 хромозома или две гарнитуре по 23 хромозома, при чему једна гарнитура потиче од мајке, а друга од оца па се тако образује 23 пара хомологих хромозома.
Полне ћелије или гамети садрже упола мањи број хромозома у односу на телесне ћелије, назван хаплоидан (грч. хаплоос = једнострук) – обележен као n. Ако телесна ћелија има две, онда ће полна ћелија имати једну гарнитуру хромозома. Број хромозома у полним ћелијама човека је 23.

## Грађа метафазног хромозома
Сваки метафазни хромозом се састоји од две сестринске хроматиде и центромере (примарног сужења). Ове делове садрже сви хромозоми, док се само код неких јавља и секундарно сужење. Сестринске хроматиде се образују репликацијом ДНК тако да су потпуне једнаке (отуда назив сестринске), односно, садрже исте гене. Свака хроматида је уздужна половина хромозома и има један молекул ДНК, а цео хромозом има два једнака молекула ДНК. Центомера се види као сужење хромозома и она повезује хроматиде. Центромера усмерава кретање хромозома за време деобе. У области центромере налази се парна протеинска структура названа кинетохор (грч. кинетикос = покретно) за коју се везују влакна деобног вретена. У пару хомологих хромозома се поред сестринских разликују и несестринске хроматиде. Хроматиде два хомолога хромозома су међусобно несестринске – нису једнаке по генима које садрже.